# مارکو ویتمن
مارکو ویتمن (انگلیسی: Marco Wittmann؛ زادهٔ ۲۴ نوامبر ۱۹۸۹) راننده خودروی مسابقه‌ای اهل آلمان است.